# Simon Diasolua
 (juillet 2025).
Simon Diasolua Zitu, né le 14 novembre 1942 à Léopoldville (aujourd'hui Kinshasa) en République démocratique du Congo, est un pilote de ligne, notamment reconnu comme l’un des premiers pilotes nationaux et, en 1973, comme le plus jeune commandant de DC 10 au monde. Il a servi au sein d’Air Congo, devenue Air Zaïre, avant de devenir instructeur et manager opérationnel. Par la suite, il a exercé comme expert en enquêtes d’accidents et consultant en aéronautique. Auteur en 2014 de Entre ciel et terre : Confidences d’un pilote de ligne congolais, il est encore vivant en 2025.

## Biographie
Simon Diasolua est le quatrième né d'une fraterie de huit enfants, dans une famille originaire de la tribu de Manianga, dans le Bas-Fleuve[réf. nécessaire]. Il étudie au Collège Sainte-Anne puis au Collège Sainte-Marie, et manifeste très tôt un intérêt pour l’aviation[réf. nécessaire]. Refusé initialement tant par le contexte colonial que scolaire, il obtient néanmoins une bourse pour suivre une formation de pilotage à la Sabena en Belgique, ce qui fait de lui, en 1965, l’un des deux premiers pilotes congolais.

### Carrière
En 1966, Simon Diasolua intègre Air Congo, future Air Zaïre. Il devient en 1973 le plus jeune commandant de bord de DC 10 au monde. Formé ensuite comme instructeur à la Flight Academy d’American Airlines à Dallas Fort Worth, il revient pour enseigner et examiner sur DC 10. En tant que commandant, il a transporté de nombreuses personnalités, dont le roi Baudouin et la reine Fabiola de Belgique, le pape Jean-Paul II et le boxeur Mohamed Ali. Il a également occupé le poste d’Administrateur Directeur des Opérations chez Air Zaïre[réf. nécessaire].

## Œuvre
- Entre ciel et terre: Confidences d'un pilote de ligne congolais (2014)[6]